# Coure roent
El coure roent (Lycaena virgaureae) és una espècie de lepidòpter papilionoïdeu de la família dels licènids (Lycaenidae).

## Descripció
Mesura entre 18-20 mm. Presenta un aspecte cridaner i un marcat dimorfisme sexual, amb els dos parells d'ales del mascle amb un color ataronjat amb la vora negra; les de les femelles són de color més fosc. Les d'aquest poden presentar diversos puntets negres submarginals a l'ala anterior; el revers de l'ala anterior és groc-ataronjat amb punts negres, i l'ala posterior és ocre amb petits punts blancs i negres i una banda marginal ataronjada. La femella (d'aspecte molt variable) té l'anvers de l'ala anterior ataronjada-groguenca amb marcat i variable puntejat negre; l'ala posterior és marró amb profús clapejat negre i lúnules marginals groc-ataronjades; el revers és similar al del mascle.

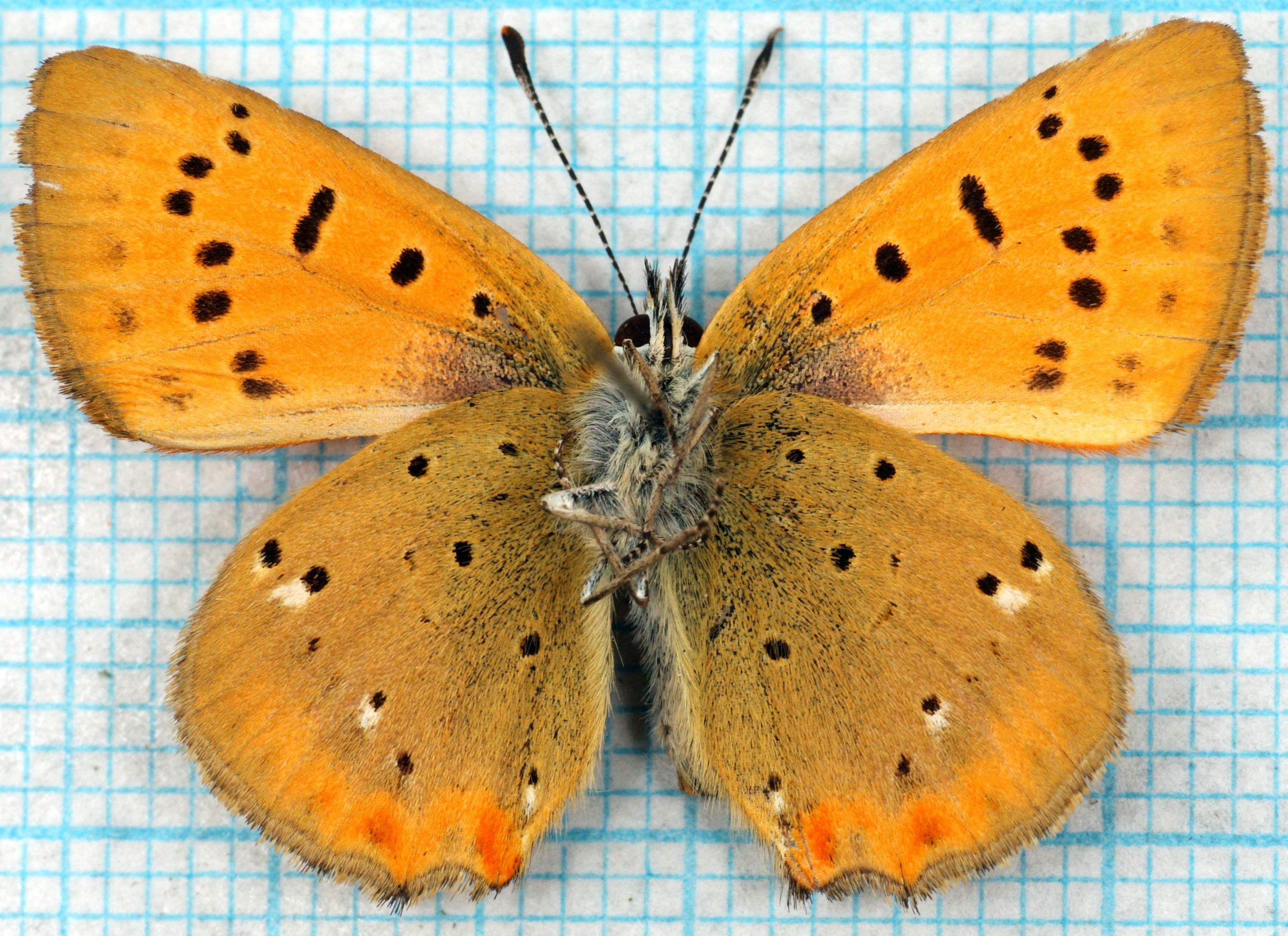
♂

## Distribució
El coure roent viu preferentment en prats localitzats sobretot a l'Europa central. A Espanya es troba als Pirineus i a la serralada Cantàbrica. Al sud de França es troba al Massís Central. La seva àrea de distribució arriba al cercle polar àrtic a Fennoscàndia al nord; al sud arriba fins al nord i nord-oest de Grècia. A Bèlgica hi ha algunes poblacions amenaçades al sud del país. No es troba, però, a les illes Britàniques ni als Països Baixos. Es pot trobar en direcció est fins a Mongòlia. Aquesta papallona es troba a cotes d'entre 1.000 i 2.000 metres encara que a Armènia habita prats de fins a 2.700 metres sobre el nivell del mar. Hi ha hagut diversos debats científics sobre la presència del coure roent a Gran Bretanya durant el segle xix.

## Hàbitat i ecologia
Viu a prats humits i florits, torberes, zones obertes i arbustives i marges de senders i rierols, també boscos clars, sempre amb flors abundants pel voltant. Vola des del juny al setembre i és univoltina, o sigui, inicia una sola generació per cada any. Els imagos (papallones adultes) visiten assíduament molts tipus de flors (Senecio, Mentha, Carduus…) sense cap preferència establerta. La posta dels ous es fa d'un en un o en petits grups a les fulles de la planta nutrícia. Els ous hivernen i es desclouen a l'abril. L'eruga és verda, amb puntets blancs molt petits, i viu entre les fulles fins a juny de les plantes nutrícies. Aquesta espècie, com les altres que pertanyen a la subfamília Lycaeninae, no s'associa amb formigues durant la seva fase larvària i pupal. Les larves estan adaptades a llocs de fortes precipitacions, podent suportar llargs períodes submergides sota l'aigua. Com a plantes nutrícies s'han citat l'agrella (Rumex acetosa), l'agrelleta (Rumex acetosella) i la vara d'or (Solidago virgaurea). La crisàlide és gruixuda, de coloració blanquinosa amb punts negres, col·locada a terra, entre la fullaraca o sota pedres. Hiverna com a larva ja formada dins de l'ou.

## Subespècies
A la Península Ibèrica s'hi troben dues subespècies:
- Lycaena virgaureae miegii Vogel, 1857. Pròpia de les regions del nord i el centre a elevacions des de 600 fins a 1600 m.
- Lycaena virgaureae pyrenaeicola Graves & Hemming, 1928. Present pertot el Pirineu.[7]

A Europa s'hi poden trobar dues subespècies més:
- Lycaena virgaureae montanus Meyer-Dür, 1851 Als Alps (França, Itàlia, Suïssa) i també regions muntanyoses properes a Alemanya i Àustria (Tirol), a elevacions des de 1700 fins a 2000 m.
- Lycaena virgaureae armeniaca (A. Bang-Haas, 1906) Endèmica d'Armènia, ocupa un rang d'elevació de 1,800–2,700 m.[8]